# 량강도
량강도(兩江道)는 조선민주주의인민공화국 북부의 도이다. 양강도청 소재지는 혜산시이다. 도의 이름은 압록강과 두만강이 흐르는 것에서 유래되었다.

## 역사
함경도에 속해 있다가 1896년에 전국을 13도로 개편하면서 일부는 함경남도, 일부는 함경북도, 나머지 일부는 평안북도에 속해 있던 지역이다.
1954년 10월 30일 함경남도 혜산시, 운흥군, 보천군, 삼수군, 신파군, 갑산군, 풍산군, 풍서군, 부전군과 함경북도 삼사군 및 자강도 후창군 등을 합쳐서 양강도가 신설되었다. 혜산군은 혜산읍과 춘동리, 위연포로동자구가 혜산시로 개편했으며 혜산군의 다른 지역은 운흥군이 되었다. 삼사군은 백암군으로 개칭되었다. 1961년에 삼지연군, 1978년에 대홍단군이 신설되었고, 1965년에 부전군이 함경남도로 이관되었다.
이후 김일성의 가족에서 이름을 따와 1981년 8월에 신파군이 김정숙군으로, 1988년 8월에 후창군이 김형직군으로, 1990년 8월에 풍산군이 김형권군으로 각각 개칭됐다. 김정숙은 김일성의 아내, 김형직은 김일성의 아버지, 김형권은 김일성의 숙부이다.

## 지리
내륙에 위치해 있고, 두만강과 압록강을 경계로 중국에 접해 있다. 백두산이 이 도에 위치해 있다. 함경남도, 자강도, 함경북도에 접해 있다. 북쪽은 지린성 바이산 시 창바이 조선족 자치현과 옌볜 조선족 자치주에 접해 있다.

## 자원 및 환경
이 도에 있는 김형권군은 천연기념물 풍산개가 유명하며, 2008년에 김정일이 방문하여 자연환경을 보존하라고 지시한 “오가산 자연보호구”가 있다.
그리고 양강도에는 한반도에서 가장 높은 산인 백두산이 있기도 하다.

## 행정 구역
현재 양강도는 2개 시와 10개 군으로 구성되어 있다.

### 시
- 혜산시(惠山市)[192,680명]
- 삼지연시(三池淵市)[31,471명]

### 군
- 갑산군(甲山郡)[70,611명]
- 대홍단군(大紅湍郡)[35,596명]
- 보천군(普天郡)[37,225명]
- 백암군(白岩郡)[67,683명]
- 삼수군(三水郡)[40,311명]
- 운흥군(雲興郡)[61,705명]
- 풍서군(豊西郡)[44,112명]
- 김정숙군(金正淑郡)[42,618명]
- 김형권군(金亨權郡)[37,528명]
- 김형직군(金亨稷郡)[57,729명]

- 각 지역 옆의 인구는 2008년 북한의 인구센서스를 출처로 한다.

### 없어진 행정구역
- 신파군 (현재 김정숙군으로 개칭)
- 후창군 (현재 김형직군으로 개칭)
- 풍산군 (현재 김형권군으로 개칭)
- 삼사군 (현재 백암군으로 개칭)

## 교육

### 대학교
- 혜산농림대학
- 량강공업대학
- 혜산의학대학
- 김정숙사범대학
- 혜산교원대학
- 혜산예술대학
- 혜산체육대학
- 공산대학

## 같이 보기
- 량강도 폭발 사고